# Femtogram
Femtogram är en SI-enhet som motsvarar 10−15 gram, alltså en biljarddels gram. SI-symbolen för femtogram är fg.
Namnet kommer från SI-prefixet femto, som är lika med en biljarddel.